# Ill Na Na
Albums de Foxy Brown
Chyna Doll
(2001)
Singles
1. Get Me Home
Sortie : 15 septembre 1996
2. I'll Be
Sortie : 4 mars 1997
3. Big Bad Mamma
Sortie : 28 juillet 1997

Ill Na Na est le premier album studio de Foxy Brown, sorti le 19 novembre 1996.
L'album s'est classé 2e au Top R&B/Hip-Hop Albums et 7e au Billboard 200 et a été certifié disque de platine par la Recording Industry Association of America (RIAA) le 12 février 1997.

## Liste des titres
| No  | Titre                                                                         | Auteur | Contient un (des) sample(s) de                                                                                               | Durée |
| --- | ----------------------------------------------------------------------------- | --- | --- | ----- |
| 1.  | Intro...Chicken Coop (Produit par Rich Nice)                                  | Richard Jackson, Isaac Hayes                                                                                                | Just Another Case de Cru featuring Slick Rick I Want to Make Love to You So Bad d'Isaac Hayes Dead Man Walking de Cormega    | 3:17  |
| 2.  | (Holy Matrimony) Letter to The Firm (Produit par Trackmasters)                | Inga Marchand, Samuel Barnes, Jean-Claude Olivier, Hayes                                                                    | Ike's Mood I d'Isaac Hayes                                                                                                   | 3:26  |
| 3.  | Foxy's Bells (Produit par Trackmasters)                                       | Shawn Carter, Olivier, Barnes                                                                                               | Rock the Bells de LL Cool J Take Me to the Mardi Gras de Bob James                                                           | 3:20  |
| 4.  | Get Me Home (featuring Blackstreet – Produit par Trackmasters et Teddy Riley) | Carter, Olivier, Barnes, McKinley Horton, Ronald Broomfield                                                                 | Gotta Get You Home Tonight d'Eugene Wilde Gonna Make You Mine des Loose Ends                                                 | 3:49  |
| 5.  | The Promise (featuring Havoc – Produit par Trackmasters)                      | Marchand, Kejuan Muchita | | 4:20  |
| 6.  | Interlude...The Set Up (Produit par Nice, George Pearson et Trackmasters)     | Jackson, Olivier, Barnes | | 1:00  |
| 7.  | If I... (Produit par Trackmasters)                                            | Carter, Olivier, Barnes, Luther Vandross, Marcus Miller                                                                     | Any Love de Luther Vandross                                                                                                  | 3:42  |
| 8.  | The Chase (Produit par Trackmasters)                                          | Marchand, Olivier, Barnes                                                                                                   | | 3:18  |
| 9.  | Ill Na Na (featuring Method Man – Produit par Charly « Shuga Bear » Charles)  | Carter, Charles, Clifford Smith, Lionel Richie, Milan Williams, Thomas McClary, Walter Orange, Ronald LaPread, William King | Brick House des Commodores                                                                                                   | 3:06  |
| 10. | No One's (Produit par China Black et Divine Allah)                            | Marchand, Greg Cummins, James Harris III, Terry Lewis                                                                       | No One's Gonna Love You du S.O.S. Band                                                                                       | 3:42  |
| 11. | Fox Boogie (featuring Kid Capri)                                              | Marchand, Olivier, Barnes                                                                                                   | Funkbox Party du Masterdon Committee Gettin' Money (The Get Money Remix) de Junior M.A.F.I.A. featuring The Notorious B.I.G. | 4:31  |
| 12. | I'll Be (featuring Jay-Z – Produit par Trackmasters)                          | Carter, Olivier, Barnes, Bobby Watson, Bruce Swedien, Angela Winbush                                                        | I'll Be Good de René & Angela                                                                                                | 2:58  |
| 13. | Outro (Produit par Nice)                                                      | Hayes, Jackson | Dorinda Introduces the Girls (extrait du film Truck Turner & Cie)                                                            | 0:42  |

| 14. | Big Bad Mamma (featuring Dru Hill – Produit par Trackmasters) | Carter, Olivier, Barnes, Leon Haywood | She's a Bad Mama Jama (She's Built, She's Stacked) de Carl Carlton | 3:53 |